# Éruption aux îles Kermadec de 2012
L'éruption aux îles Kermadec de 2012 fut une éruption majeure d'un volcan sous-marin ayant eu lieu sur un îlot, auparavant peu connu, dénommé Havre Seamount, situé près de l'Île de l'Espérance , dans l'archipel des îles Kermadec, au large de la Nouvelle-Zélande,. Le très grand volume de pierre ponce de très faible densité produit par l'éruption s'accumula sur une large surface, produisant un radeau de pierre ponce flottant, « qui fut estimé de façon variable allant d'une surface de 7 500 à 10 000 km2 »,.

## L'éruption

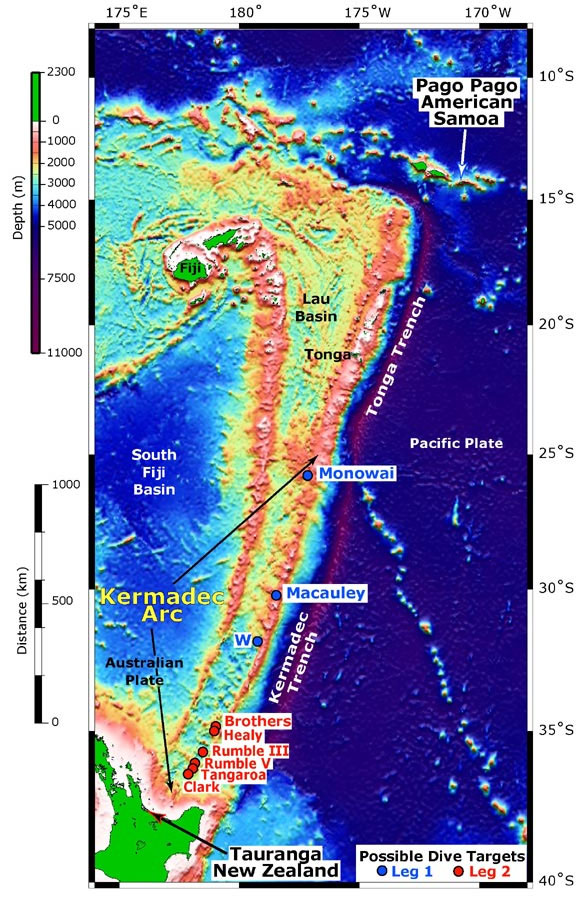
carte Bathymétrique des Iles Kermadec et des reliefs sous marins

L'éruption du volcan sous-marin « Havre » ne fut pas pris en compte initialement par les scientifiques et les volcanologues ne furent même pas au courant que le relief sous-marin de l'îlot était un volcan actif. Ce fut après la détection des radeaux de pierre ponce que les chercheurs examinèrent rétrospectivement les images satellites et l'activité sismique passée pour mettre en évidence l'heure et le lieu de l'éruption à l'origine du radeau de pierre ponce. Les sismologues découvrirent un ensemble de séismes, allant d'une magnitude 3 à 4,8 qui étaient survenus vers le 18 et le 19 juillet 2012. Ces tremblements de terre étaient compatibles avec l'ascension du magma provenant d'une chambre magmatique, juste avant l'éruption. L'analyse des images satellites montrait des cendres volcaniques apparues le 18 juillet 2012 et se poursuivant plusieurs jours après,. Bien que certains volcanologues aient cru initialement que l'éruption avait pu survenir sur Monowai Seamount, cette possibilité fut ensuite écartée. Il fut aussi imaginé que cette éruption était en relation avec l'éruption en 2012 du Mont Tongariro, également en Nouvelle Zélande.

## Radeaux de pierre ponce

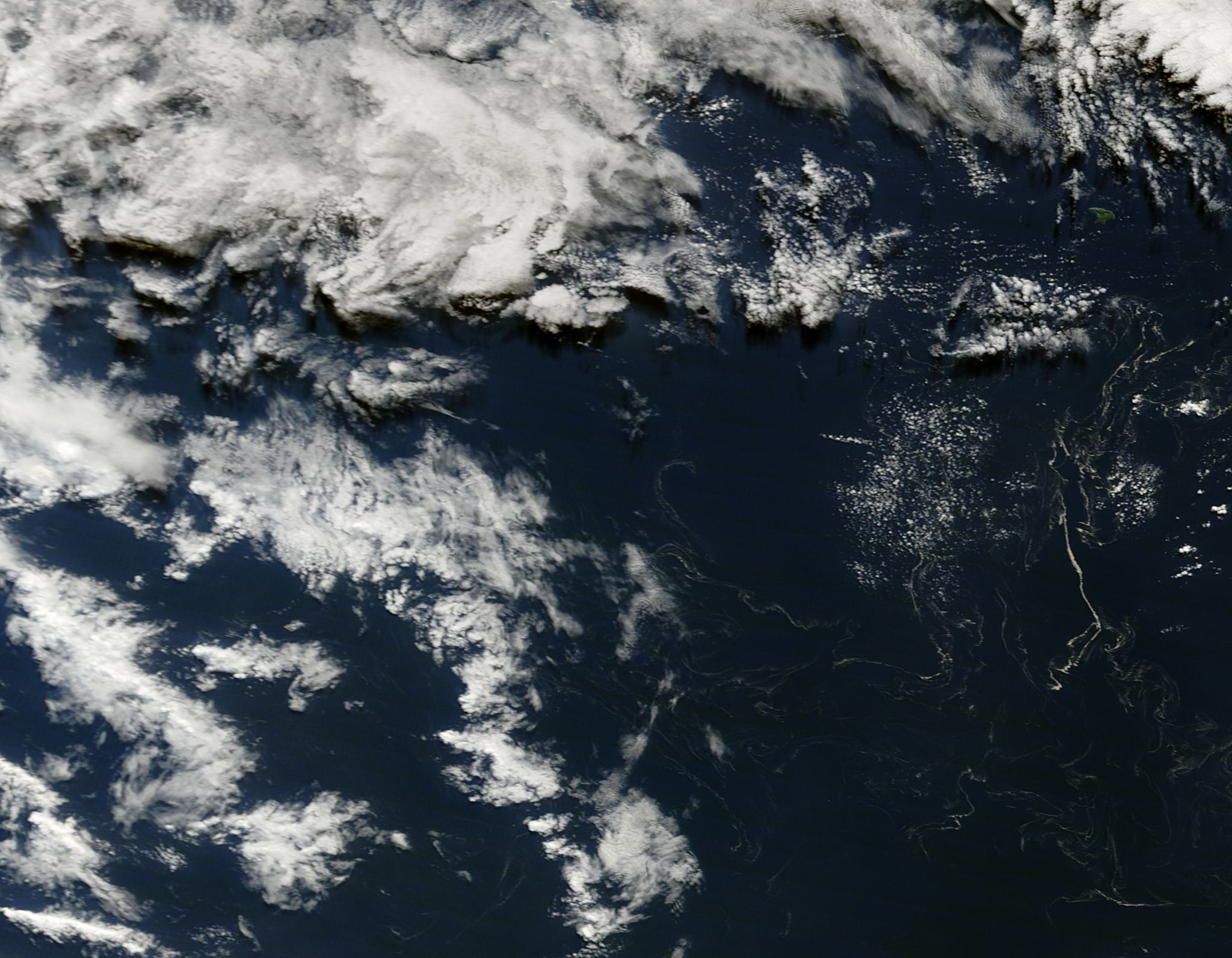
radeaux de pierre ponce des iles Kermadec 12 aout 2012. Les radeaux peuvent être apercu comme des vrilles fibreuses dans le quadrant inférieur droit alors que l'ile Raoul peut être vus comme des taches vertes vers la partie haute à droite.

Les scientifiques ne furent pas au courant qu'une éruption était survenue jusqu'à ce que les énormes radeaux de lave soient visibles et photographiés à 14 h 40, le 31 juillet 2012, par Maggie de Grauw, lors d'un vol commercial allant de Faleolo jusqu'à Auckland. Elle envoya par courriel ses photos au Dr Scott Bryan, chercheur senior au "Queensland University of Technology. Après discussions, il fut estimé que le radeau de lave était à environ 1 000 km au nord d'Auckland. Le Dr Bryan contacta alors Olivier Hyvernaud du laboratoire de Géophysique de Tahiti, qui confirma la position par Terra/MODIS imagerie de la NASA. Le radeau fut alors recherché par les membres de la New Zealand Defence Force, le 9 août 2012. Plusieurs semaines après l'éruption, il fut repéré par un appareil Lockheed P-3 Orion puis approché et échantillonné par le Sealift (en) HMNZS Canterbury (L421) (en). Le radeau de lave mesurait approximativement 300 milles de long et plus de 30 milles en largeur, réalisant une « île flottante » plus large que la surface d'Israël. Un officier de la Royal Australian Navy déclara qu'il s'agissait la chose la plus mystérieuse qui avait vu en 18 ans de carrière maritime,.